# Geoff Ogilvy
Geoff Ogilvy (* 11. Juni 1977 in Adelaide) ist ein australischer Profigolfer. Er gehört zum Kreis der Major-Gewinner.

## Werdegang
Nach einer erfolgreichen Amateurkarriere, während deren er unter anderem 1996 die German Amateur Open Championship für sich verbuchen konnte, wurde Ogilvy im Mai 1998 Berufsgolfer. Er qualifizierte sich über die Tour School für die European Tour, spielte dort 1999 und 2000, und erreichte die Ränge 65 bzw. 48 in der Geldrangliste. Im Jahre 2001 wandte Ogilvy sich der nordamerikanischen PGA Tour zu und schloss seither jede Saison unter den Top 100 ab. 2005 gewann er sein erstes Event auf dieser Turnierserie, und zwar die Chrysler Classic of Tucson. Im Februar des folgenden Jahres holte er sich die hochdotierten WGC-Accenture Match Play Championship, wobei er im Finale den Amerikaner Davis Love III bezwingen konnte. Der große Wurf gelang Ogilvy dann im Juni mit dem Gewinn der US Open, womit er der erste Australier seit Steve Elkington (1995) war, der wieder einen Major-Sieg erringen konnte. Mit diesem Erfolg schob er sich vorübergehend unter die Top 10 der Golfweltrangliste. Nach weiteren Siegen und dem erneuten Gewinn der WGC-Accenture Match Play Championship konnte Olgivy Anfang März 2009 mit Platz 4 seine beste Weltranglistenplatzierung erreichen.
Geoff Ogilvy ist mit seiner Frau Juli verheiratet. Die beiden haben eine Tochter und leben in Scottsdale, Arizona. Er ist ein entfernter Verwandter von Sir Angus Ogilvy, einem Mitglied des britischen Königshauses.

## PGA Tour Siege
- 2005: Chrysler Classic of Tucson
- 2006: WGC-Accenture Match Play Championship
- 2006: US Open
- 2008: WGC-CA Championship
- 2009: Mercedes Benz Championship, WGC-Accenture Match Play Championship
- 2010: SBS Championship

Major Championships sind fett gedruckt.

## PGA Tour of Australasia Siege
- 2008: Australian PGA Championship

## Resultate in Major Championships
| Turnier               | 1999 | 2000 | 2001 | 2002 | 2003 | 2004 | 2005 | 2006 | 2007 | 2008 | 2009 | 2010 | 2011 | 2012 | 2013 |
| --------------------- | ---- | ---- | ---- | ---- | ---- | ---- | ---- | ---- | ---- | ---- | ---- | ---- | ---- | ---- | ---- |
| The Masters           | DNP  | DNP  | DNP  | DNP  | DNP  | DNP  | DNP  | T16  | T24  | T39  | T15  | T27  | T4   | T19  | DNP  |
| US Open               | DNP  | DNP  | DNP  | DNP  | CUT  | DNP  | T28  | 1    | T42  | T9   | T47  | CUT  | CUT  | CUT  | T32  |
| The Open Championship | CUT  | DNP  | CUT  | DNP  | DNP  | DNP  | T5   | T16  | CUT  | CUT  | CUT  | CUT  | CUT  | T9   | T44  |
| PGA Championship      | DNP  | DNP  | DNP  | DNP  | T27  | T24  | T6   | T9   | T6   | T31  | T43  | CUT  | CUT  | T11  | CUT  |

| Turnier               | 2014 | 2015 | 2016 |
| --------------------- | ---- | ---- | ---- |
| The Masters           | DNP  | 48   | DNP  |
| US Open               | CUT  | T18  | CUT  |
| The Open Championship | DNP  | T40  | DNP  |
| PGA Championship      | T47  | CUT  | DNP  |

DNP = nicht teilgenommen

CUT = Cut nicht geschafft

„T“ geteilte Platzierung

Grüner Hintergrund für Sieg

Gelber Hintergrund für Top 10.

## Teilnahmen an Teamwettbewerben
- Presidents Cup (für das Internationale Team): 2009